# Liste der Wappen im Bezirk Sankt Pölten-Land
Diese Liste beinhaltet – geordnet nach der Verwaltungsgliederung – alle in der Wikipedia gelisteten Wappen des Bezirks St. Pölten (Niederösterreich). In dieser Liste werden die Wappen mit dem Gemeindelink angezeigt. Die Fußnoten verweisen auf die Blasonierung des entsprechenden Wappens.

## St. Pölten

Altlengbach
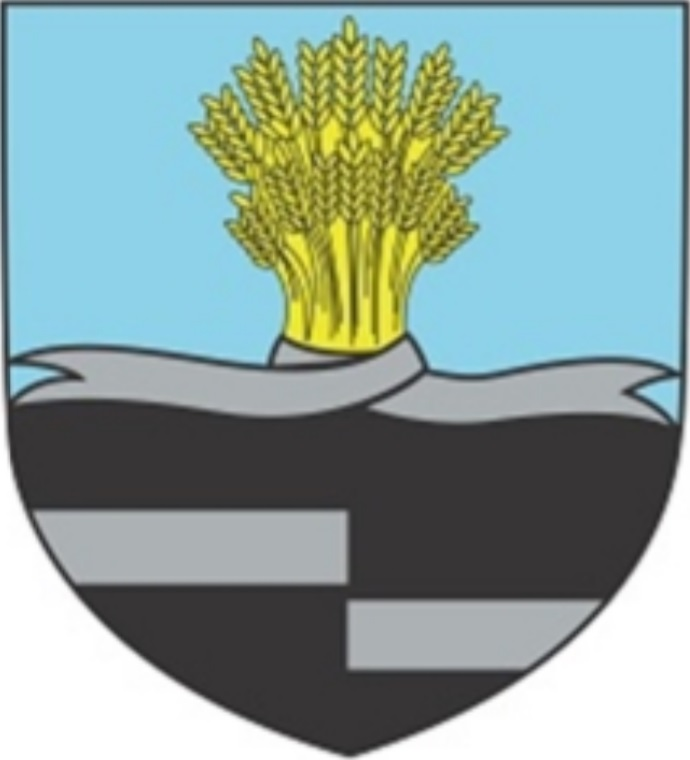
Asperhofen
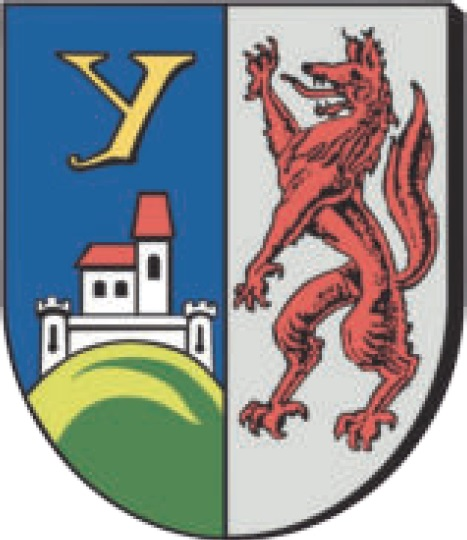
Böheimkirchen
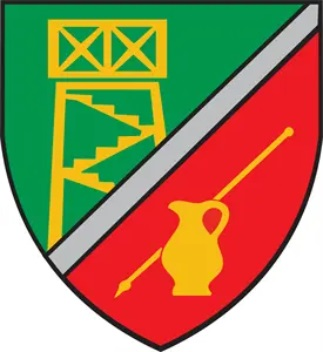
Brand-Laaben
Eichgraben
Frankenfels
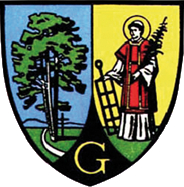
Gablitz
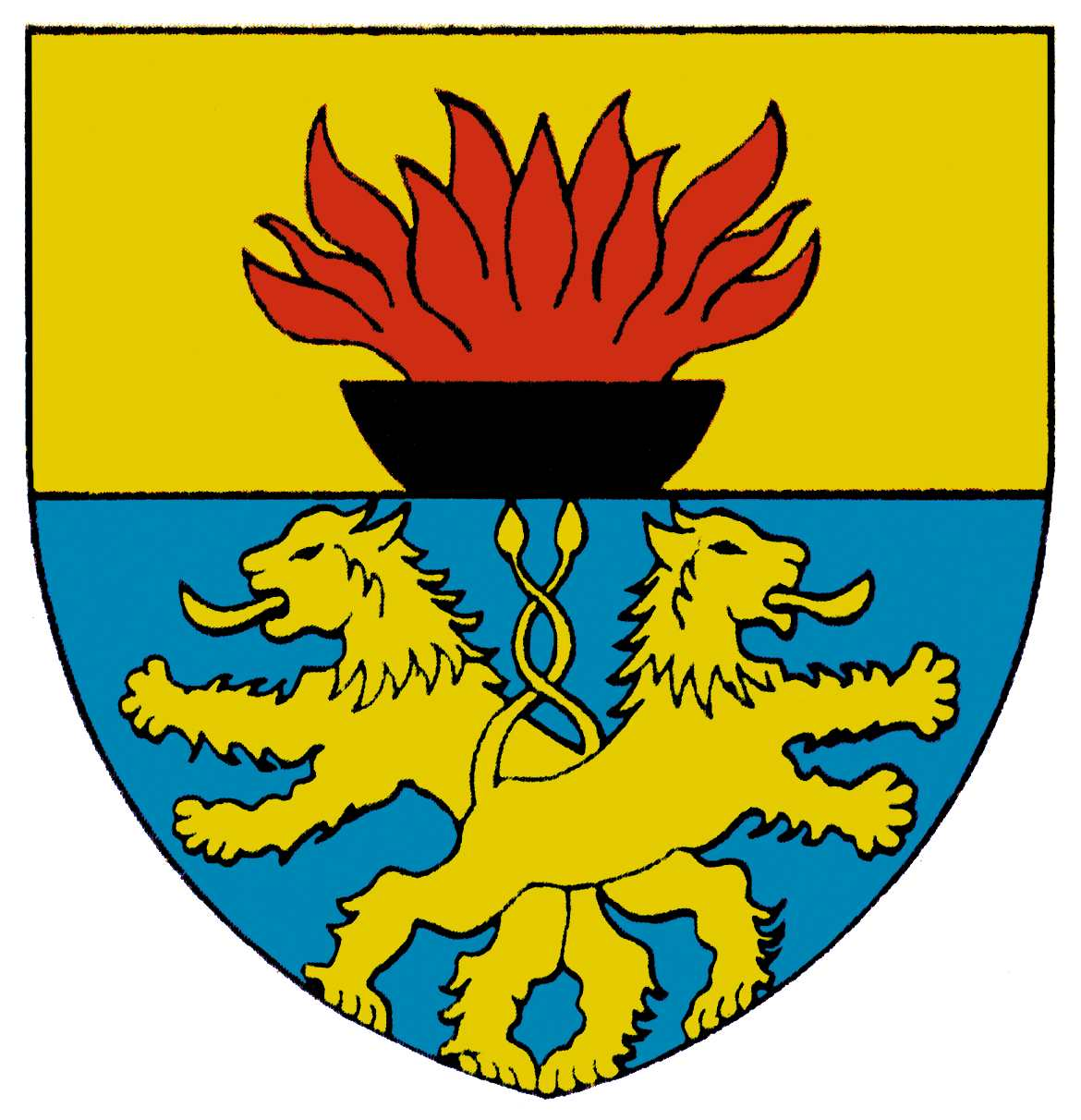
Gerersdorf
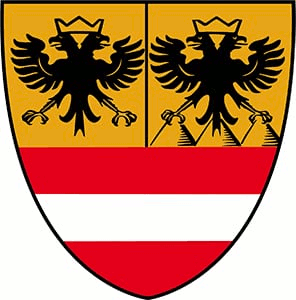
Hafnerbach
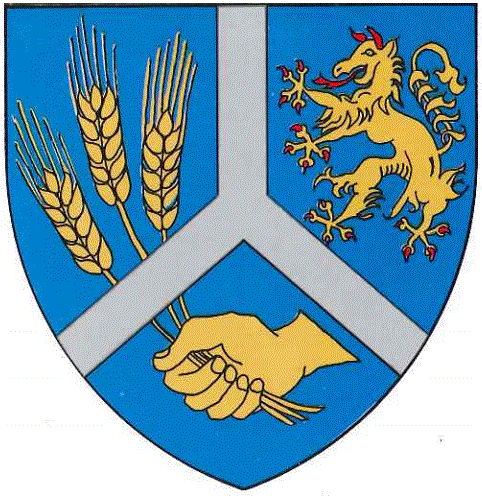
Haunoldstein
Herzogenburg
Hofstetten-Grünau
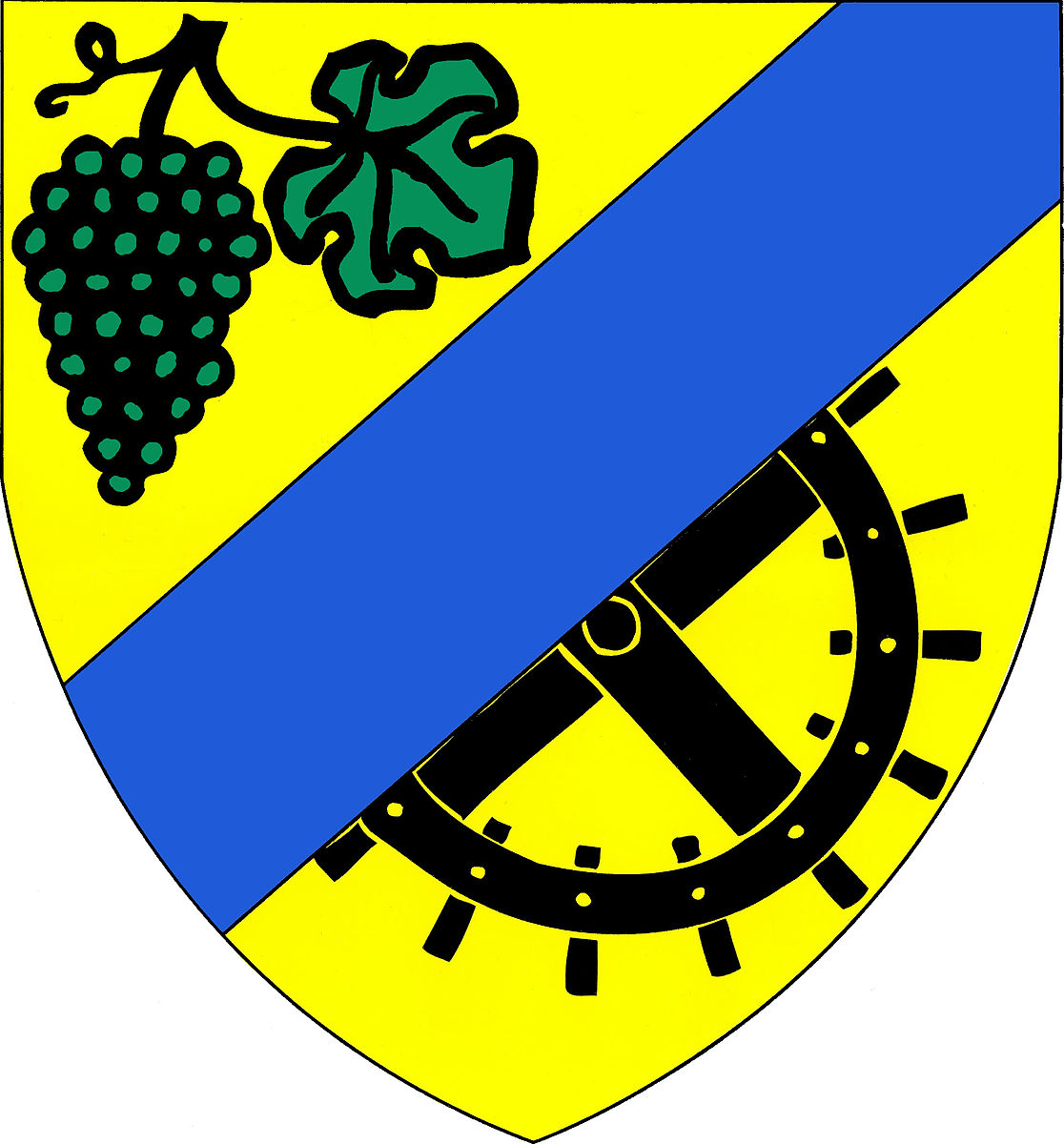
Inzersdorf-Getzersdorf
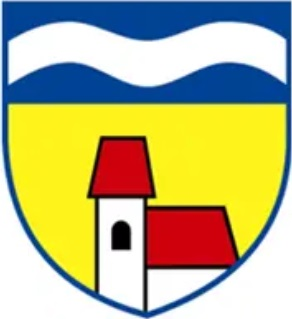
Kapelln
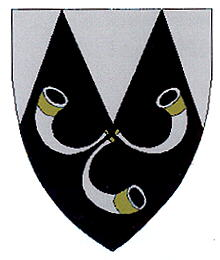
Karlstetten
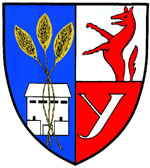
Kasten bei Böheimkirchen
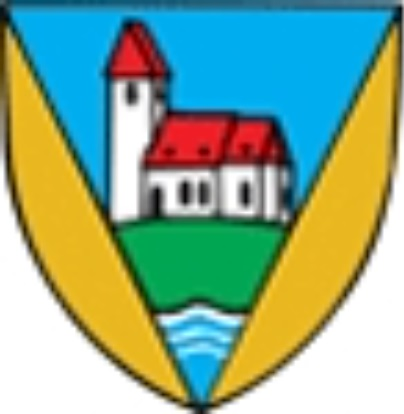
Kirchberg an der Pielach
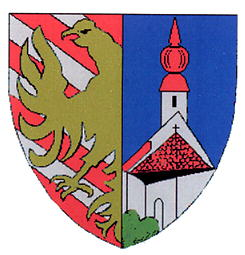
Kirchstetten
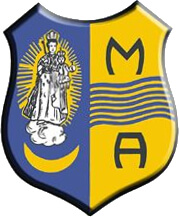
Maria Anzbach
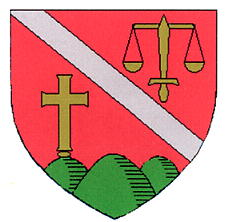
Markersdorf-Haindorf
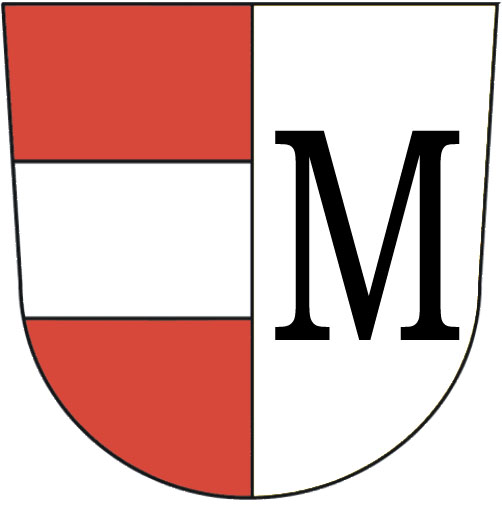
Mauerbach
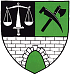
Michelbach
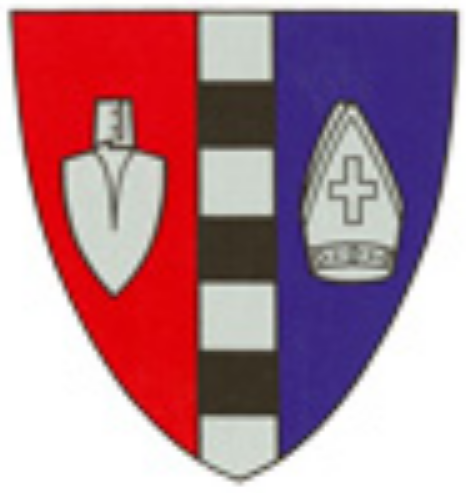
Neidling
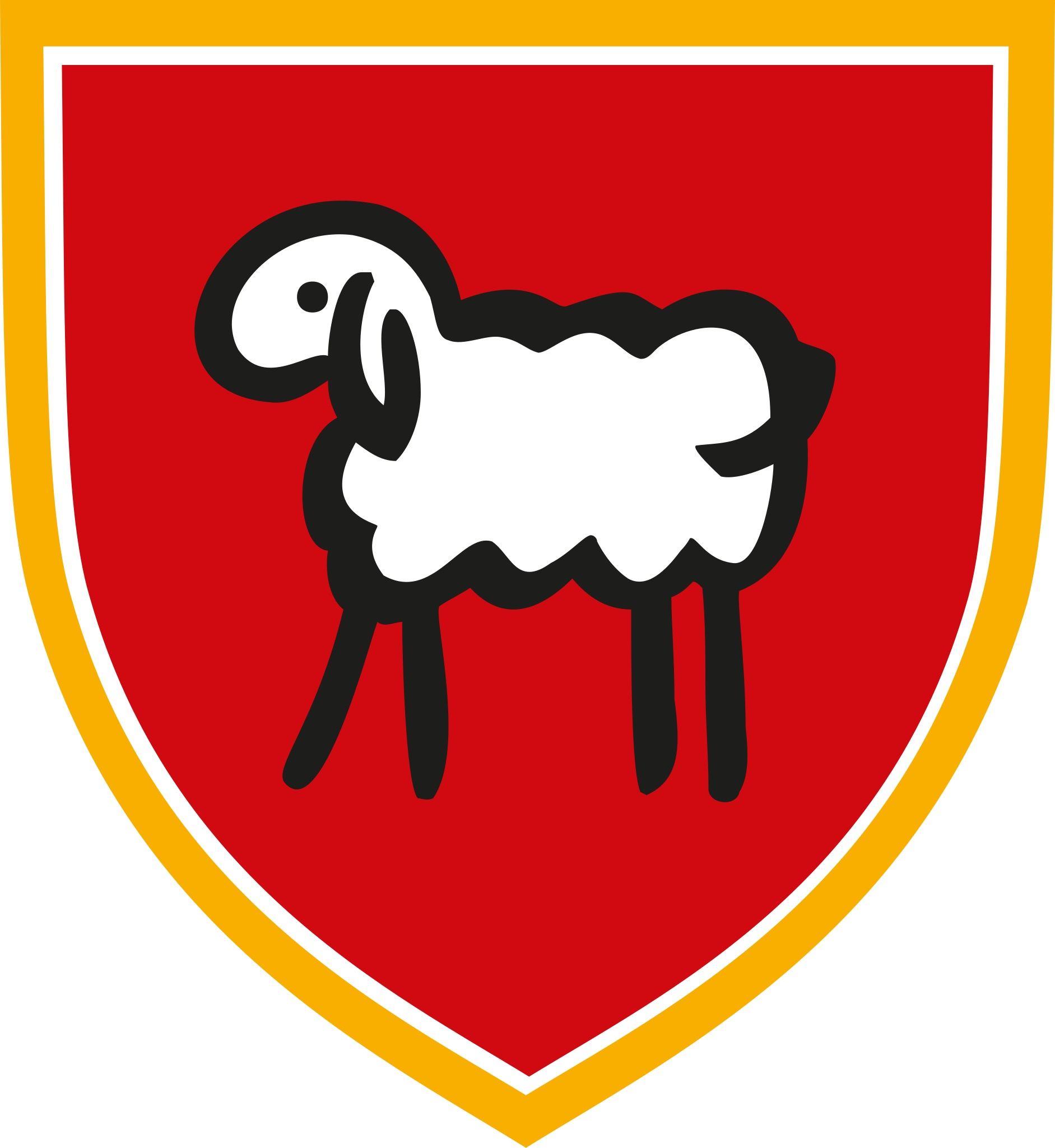
Neulengbach
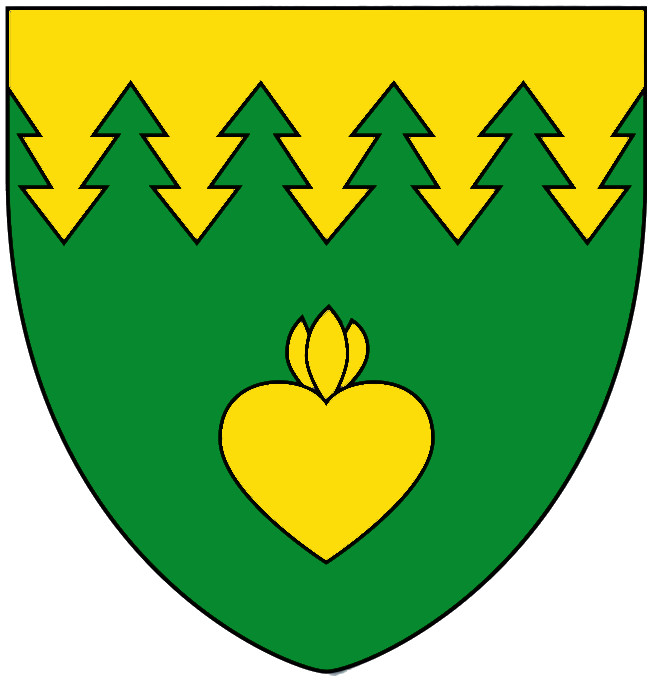
Neustift-Innermanzing
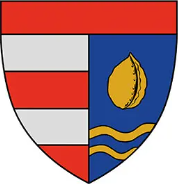
Nußdorf ob der Traisen
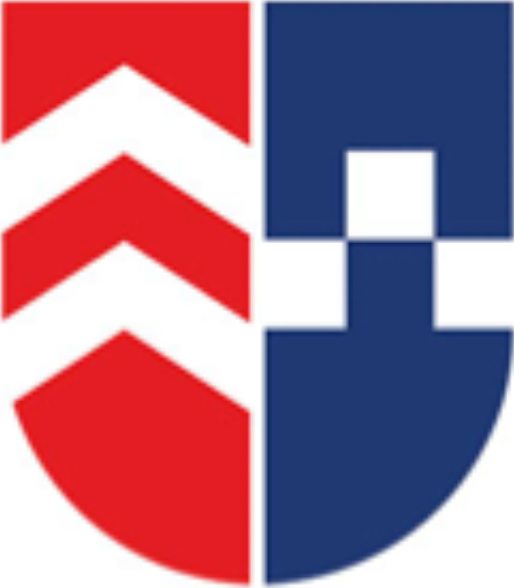
Ober-Grafendorf
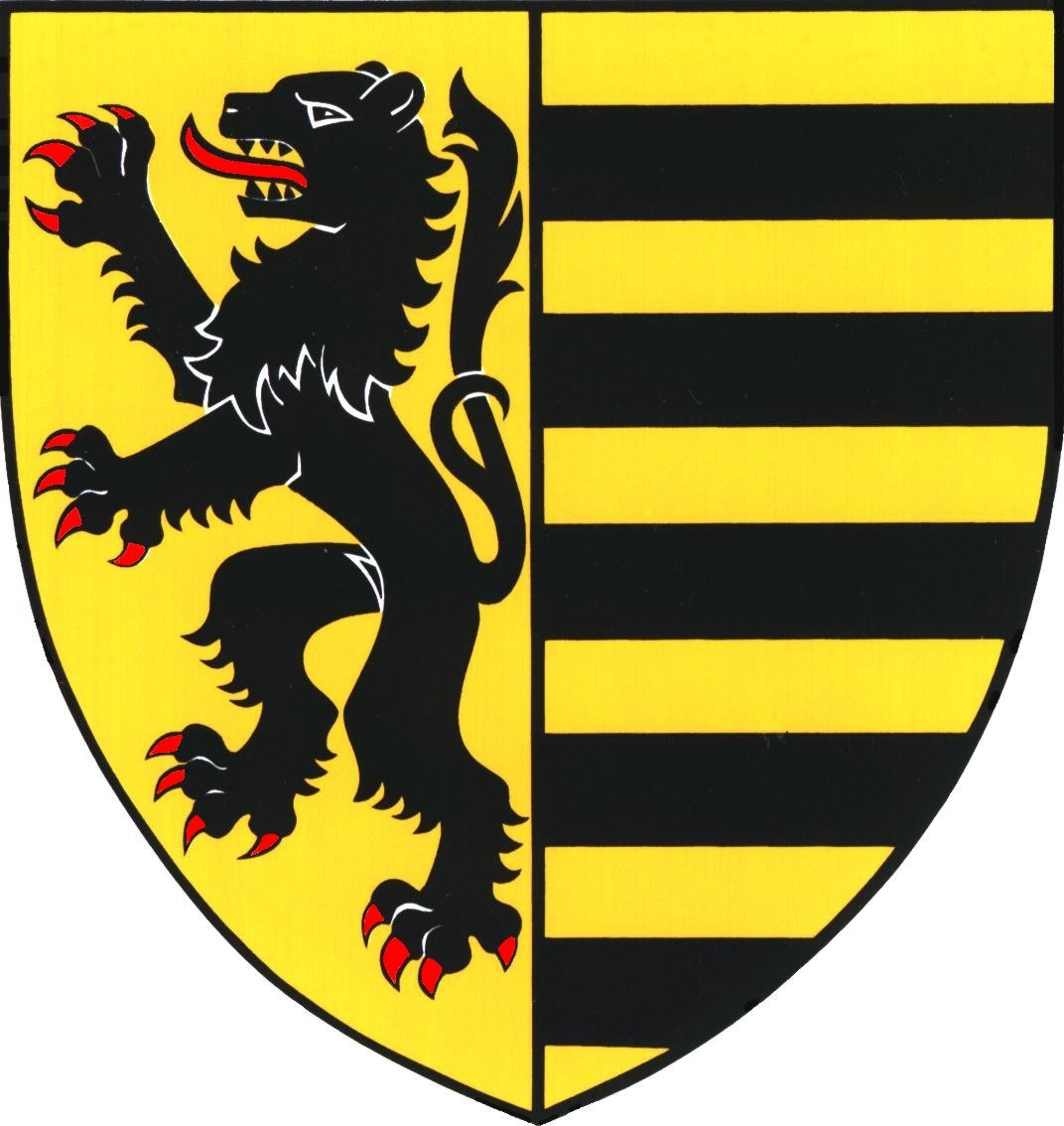
Obritzberg-Rust
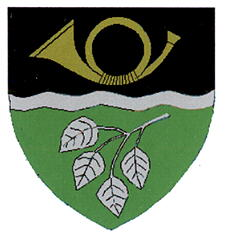
Perschling
Pressbaum
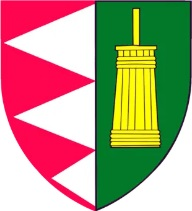
Prinzersdorf
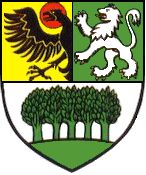
Purkersdorf
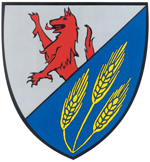
Pyhra
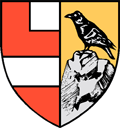
Rabenstein an der Pielach
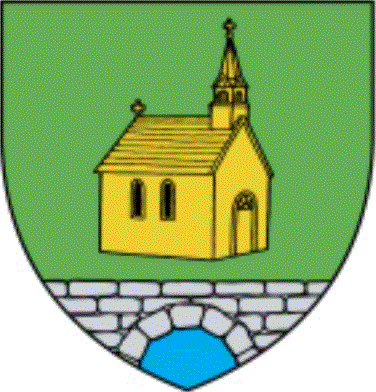
Schwarzenbach an der Pielach
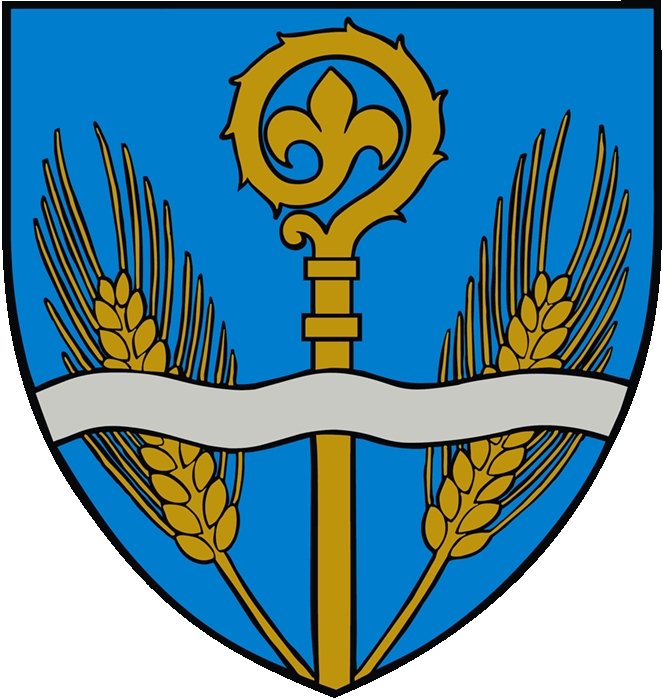
Sankt Margarethen an der Sierning
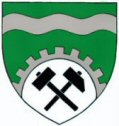
Statzendorf
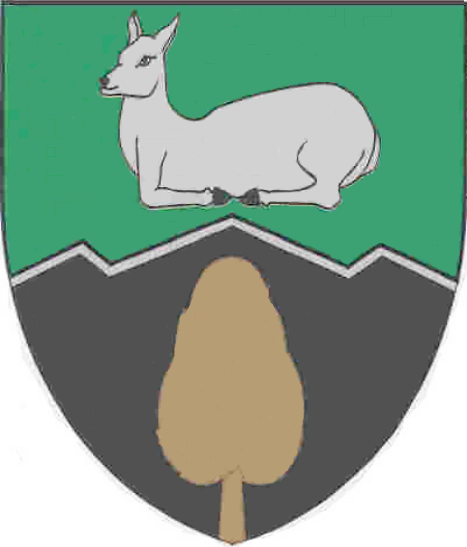
Stössing
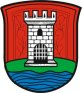
Traismauer
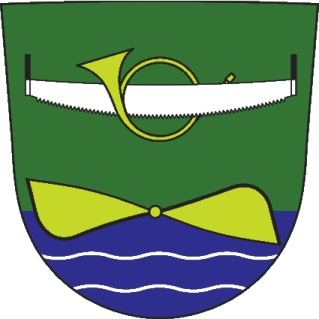
Tullnerbach
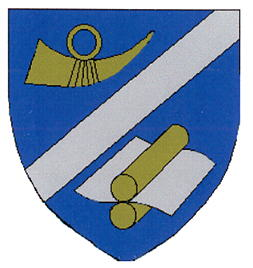
Weinburg
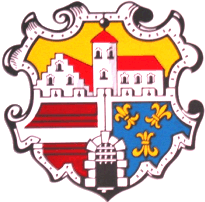
Wilhelmsburg
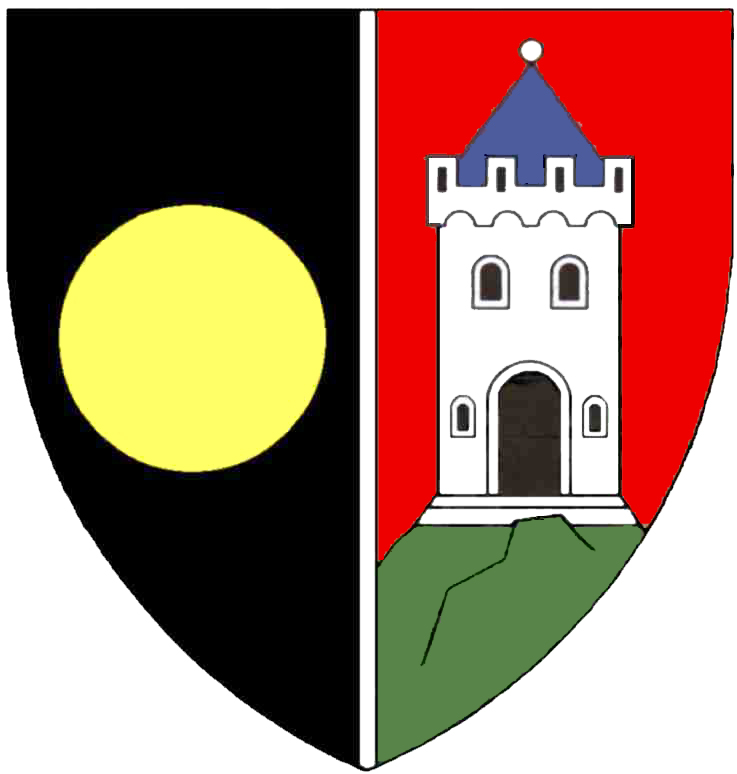
Wölbling
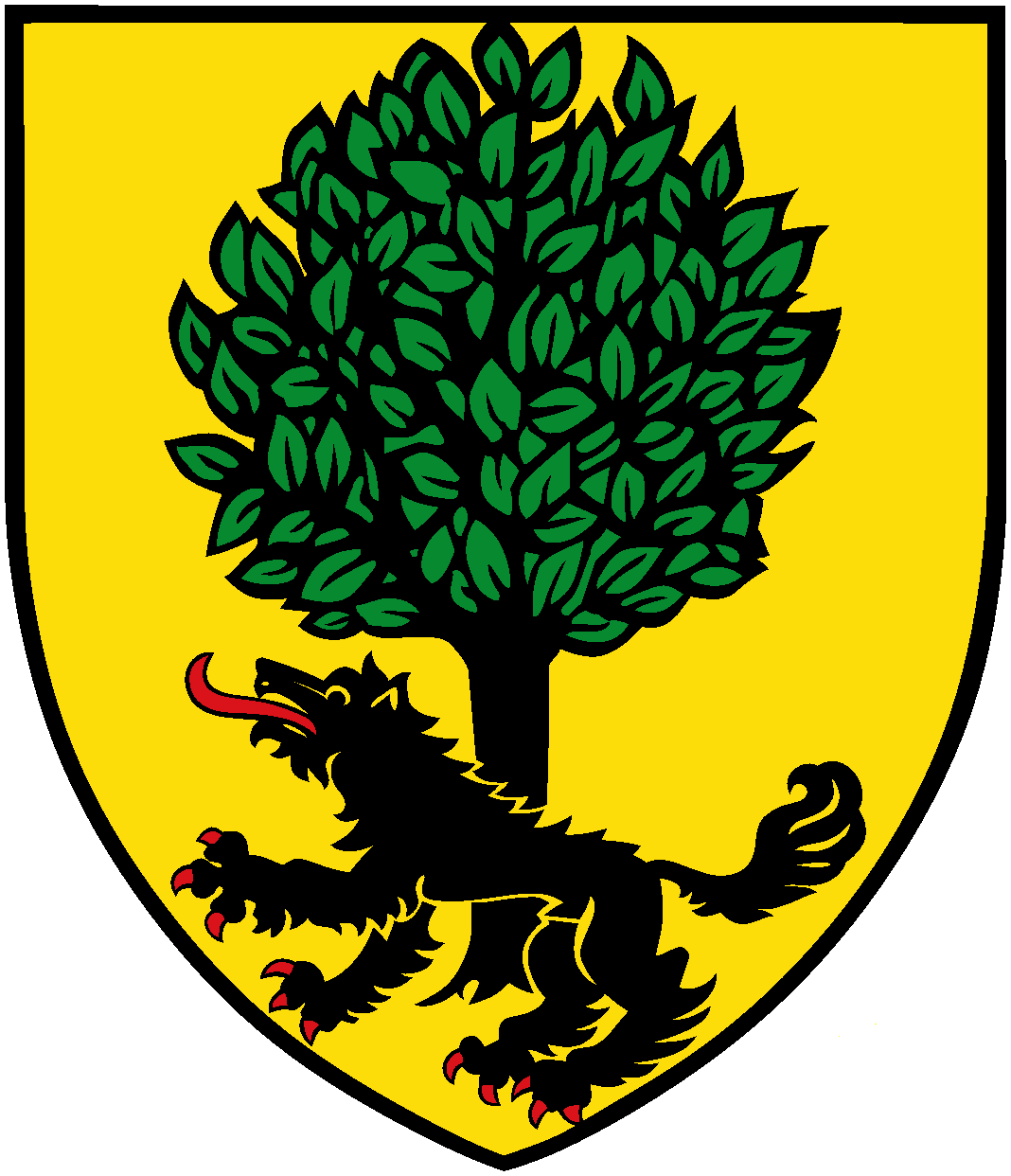
Wolfsgraben